# Серая (приток Белой)
Серая — река в Пировском районе Красноярского края России. Устье реки находится в 58 км по левому берегу реки Белая. Длина реки 36 км. Высота устья — 138,2 м над уровнем моря.

## Притоки
- Часовенка (пр)[3]
- Кругловская (пр)[3]
- Понтряга (лв)[3]
- Змеевка (лв)[2]

## Данные водного реестра
По данным государственного водного реестра России относится к Енисейскому бассейновому округу, речной бассейн — Енисей, речной подбассейн — бассейн притоков Енисея между участками впадения Ангары и Подкаменной Тунгуски. Водохозяйственный участок реки — Енисей от впадения реки Ангара до водомерного поста у села Ярцево.